# 臺灣東嶽廟列表
臺灣東嶽廟列表所列者為位於臺灣主要的東嶽廟。奉祀東嶽大帝，又稱尊稱東嶽泰山天齊大生仁聖大帝，簡稱「仁聖大帝」、「天齊帝」、「嶽帝」、「嶽帝爺」，古稱「泰山府君」、「東嶽帝君」。是道教的山神、道教地府的最高統治者，也是漢傳佛教奉祀的二十四天護法神之一。因東嶽即泰山，相傳東嶽大帝就是職司泰山，權掌人間的福、祿、壽，懲惡罰奸，統轄了五嶽及天下名山，並且掌管十殿閻羅，主宰人間、陰間的禍福，是統轄陰陽界的大神，所以東嶽大帝對作奸犯科、做惡多端的人都能明察秋毫、賞罰分明，深得民心，因而每逢嶽帝誕辰，民間都虔誠膜拜，熱鬧慶祝。
東嶽廟內基本上都會陪祀地藏王菩薩、酆都大帝、城隍、十殿閻羅、文武判官、謝范將軍、牛馬將軍、日夜遊神、枷爺鎖爺、陰陽司、家將等神明。

## 臺灣東嶽廟信仰沿革
臺灣奉祀東嶽大帝的廟宇，以府城八協境嶽帝廟（今臺南東嶽殿）為臺灣首廟。據傳明鄭永曆十五年（西元1661年），鄭成功來臺，所屬官兵多以臺灣為瘴癘之地，佩帶神明香灰袋以護身，自然權掌人間生死的嶽帝爺，亦是官兵祈求的主要神明，於明鄭永曆二十七年（1673年）建廟。

## 主要廟宇
| 廟名（現存者為今名） | 照片 | 初建年份                                            | 所在地區                            | 坐標                                                  | 備註                             |
| -------------------- | ---- | --------------------------------------------------- | ----------------------------------- | ----------------------------------------------------- | -------------------------------- |
| 臺南東嶽殿           |      | 明鄭永曆二十七年（西元1673年）                      | 臺南市中西區民權路1段110號          | 22°59′26.2″N 120°12′34.7″E / 22.990611°N 120.209639°E | 臺灣最早的嶽帝廟。(國定三級古蹟) |
| 宜蘭東嶽廟           |      | 清朝光緒四年(1878年)                                | 宜蘭市中山路2段299號                |                                                       |                                  |
| 頭城東嶽廟           |      | 日本明治三十九年（1906年）                          | 宜蘭縣頭城鎮城北里鑽祥路133號       |                                                       |                                  |
| 新竹東寧宮           |      | 清朝道光元年（1821年）                              | 新竹市東門街146號                   |                                                       |                                  |
| 銅鑼五福廟           |      |                                                     | 苗栗縣銅鑼鄉福興村中山路4-2號       |                                                       |                                  |
| 苗栗東嶽府           |      | 創建:清乾隆三年（1738年） 重建:民國49年(1960年)     | 苗栗縣苗栗市忠貞路5號               |                                                       |                                  |
| 學甲聖嶽宮           |      | 民國86年(1997年)                                    | 臺南市學甲區中洲136之1號            |                                                       |                                  |
| 善化六分寮東嶽殿     |      | 日本大正十四年(1925年)                              | 臺南市善化區田寮里六分寮167號       |                                                       |                                  |
| 西港慶安宮(東嶽殿)   |      | 清康熙五十一年（1712年）                            | 臺南市西港區西港村慶安路32號        |                                                       |                                  |
| 麻豆代天府(東嶽殿)   |      | 創建：明永曆十六年(1662年) 重建：1956年（民國45年） | 臺南市麻豆區南勢里關帝廟60號        |                                                       |                                  |
| 麻豆東嶽殿           |      |                                                     | 臺南市麻豆區寮廍里76號之1           |                                                       |                                  |
| 佳里吉和堂           |      | 日本明治四十四年 (西元1911年)                       | 臺南市佳里區文新里新生路796號       |                                                       |                                  |
| 臺南二天府(東嶽殿)   |      | 民國55年(1966年)                                    | 臺南市南區省躬三街293號             |                                                       |                                  |
| 小南海觀音寺(東嶽殿) |      | 民國36年(1947年)                                    | 高雄市鳥松區仁美里仁愛路53號        |                                                       |                                  |
| 鳳山城隍廟(東嶽殿)   |      | 清朝嘉慶五年（1800年）                              | 高雄市鳳山區鳳明街66號              |                                                       |                                  |
| 路竹嶽府殿           |      | 民國80年(1991年)                                    | 高雄市路竹區三爺里四鄰民族路180-1號 |                                                       |                                  |
| 鼓山高南東嶽殿       |      | 民國46年(1957年)                                    | 高雄市鼓山區鼓山一路161巷7弄8號     |                                                       |                                  |
| 鼓山地嶽殿           |      | 日本昭和二十年(1945年)                              | 高雄市鼓山區河川街103號20號         |                                                       |                                  |
| 鹽埕東嶽靈殿         |      | 民國68年(1979年)                                    | 高雄市鹽埕區大義街116號             |                                                       |                                  |
| 內惟王武宮           |      |                                                     | 高雄市鼓山區翠華路400號             |                                                       |                                  |
| 鹽埔東嶽宮           |      |                                                     | 屏東縣新園鄉鹽埔里永和路111號       |                                                       |                                  |
| 新園東嶽殿           |      | 民國42年(1953年)                                    | 屏東縣新園鄉中灣村中山路80-1號      |                                                       |                                  |
| 枋寮鄭聖廟           |      | 民國72年(1983年)                                    | 屏東縣枋寮鄉大源村中山路三段135-1號 |                                                       |                                  |
| 屏東都城隍廟(東嶽殿) |      | 民國四十三年(1954年)                                | 屏東縣屏東市大同里南昌街12號        |                                                       |                                  |
| 東嶽殿功德宮         |      |                                                     | 臺東縣臺東市志航路一段639巷108號    |                                                       |                                  |
| 金門田埔泰山廟       |      |                                                     | 金門縣金沙鎮大洋里田埔九號          |                                                       |                                  |

## 資料來源
1. ↑  . 遠足文化.
2. ↑  傅朝卿. . 臺南市: 臺灣建築與文化資產出版社. 2001年11月: 85頁. ISBN 957-30880-4-5.
3. ↑  . 石渠出版社.
4. ↑  . 台南市: 東嶽殿管理委員會. 2001年: 350頁.
5. ↑  石萬壽. . 臺南市政府文化局. 2004年3月: 238頁. ISBN 957-01-6745-9.
6. ↑  . 行政院文化部文化資產局.

- 《行政院文化部文化資產局-臺南東嶽殿》
- 《臺灣的城隍廟》。黃伯芸。遠足文化。西元2006年
- 《臺灣家將臉譜藝術：八家將卷(再版)》。 呂江銘  。石渠出版社 。西元2013年